# لمزال-ملینگشت
لمزال-ملینگشت (به آلمانی: Hamburg-Lemsahl-Mellingstedt) یک منطقهٔ مسکونی در آلمان است که در واندسبک واقع شده‌است. لمزال-ملینگشت ۶٬۹۱۷ نفر جمعیت دارد.